# Reserva de Desenvolvimento Sustentável Mamirauá
A Reserva de Desenvolvimento Sustentável Mamirauá é uma área protegida brasileira componente do Sistema Nacional de Unidades de Conservação, localizada no estado do Amazonas, na região do médio Solimões. Trata-se da maior reserva florestal do Brasil dedicada exclusivamente à proteção da várzea amazônica.
Está localizada a cerca de 600 km a oeste de Manaus, na região do curso médio do rio Solimões. Abrange uma área de 1.124.000 hectares, que passa pelos municípios de Uarini, Fonte Boa e Maraã. Outros importantes municípios amazonenses situam-se em sua área de influência como Jutaí, Alvarães e Tefé, o principal centro urbano da região. É em Tefé que fica a sede do Instituto de Desenvolvimento Sustentável Mamirauá, que partilha com o Governo do Amazonas a gestão das Reservas Mamirauá e Amanã.
Mamirauá foi a primeira Reserva de Desenvolvimento Sustentável (RDS) implantada no país. É uma unidade de conservação legalmente instituída pelo poder público, tendo objetivos de conservação e limites bem definidos. A conservação da natureza e a utilização de parcela dos recursos naturais é o objetivo básico dessa unidade de desenvolvimento sustentável.
Este modelo de área protegida para o uso sustentado está profundamente ligado à permanência e participação da população local bem como à formação e mantimento de uma forte base científica para manejo e conservação da biodiversidade da região.
A exploração racional e sustentada dos recursos naturais dá origem à melhoria da qualidade de vida da população local,dessa forma conservando o meio ambiente e aperfeiçoando o conhecimento sobre técnicas de manejo.

## Histórico
Antes de ser uma Reserva de Desenvolvimento Sustentável, Mamirauá foi definida como uma Estação Ecológica, a partir de solicitação feita em 1985 pelo pesquisador José Márcio Ayres (um dos fundadores do IDSM) para a então Secretaria de Meio Ambiente da Presidência da República. O pedido foi feito para proteger o macaco uacari-branco (Cacajao calvus), espécie estudada por Ayres em seu doutorado.
Mamirauá é a primeira Reserva de Desenvolvimento Sustentável brasileira, criada por decreto do Governo do Amazonas, em 16 de julho de 1996. A proposta de uma Reserva de Desenvolvimento Sustentável é conciliar a conservação da biodiversidade com o desenvolvimento sustentável numa unidade habitada também por populações humanas.
Algumas das espécies mais importantes das madeiras tropicais encontram-se nas áreas protegidas de Mamirauá. As populações humanas locais ajudam a preservar a reserva, por meio de seu envolvimento nas atividades de pesquisa, extensão e manejo.
A reserva possui mais de 300 espécies de peixes catalogadas, incluindo os ornamentais, e também cerca de 400 espécies de aves e, pelo menos, 45 espécies de mamíferos. O nome Mamirauá vem do lago localizado no coração da reserva e seu significado mais aceito é filhote de peixe-boi. Trata-se de um lugar singular: um complexo ecossistema de lagos, lagoas, ilhas, restingas, chavascais, paranás e muitas outras formações, que permanece de 7 a 15 metros debaixo d'água por seis meses no ano.